# Натальченко Андрій Васильович
Натальченко Андрій Васильович (1902 — 1976) — радянський архітектор.

## Біографія
Закінчив ВХУТЕІН. Працював в Архітектурно-планувальному управлінні Московської міської ради, у районній групі з планування Сталінського району. Учасник російської громадянської та Другої світової воєн. Інвалід війни. Брав участь у повоєнній відбудові Києва. Прибув до Львова 1944 року. У жовтні 1944 року очолив щойно створений комітет з відновлення діяльності львівського відділення Спілки архітекторів УРСР. Протягом 1945—1947 років очолював відділення. Пізніше неодноразово обирався до складу правління. У 1944—1951 роках головний архітектор Львова.
Роботи
- Конкурсний проєкт планування Центрального парку культури і відпочинку в Москві (1931).[4]
- Попередній проєкт планування Москви (1932, співавтор А. І. Діденко).[2]
- Проєкт планування Пролетарського району Москви (1932, співавтор А. І. Діденко).[2]
- Проєкт реконструкції Введенської площі Сталінського району Москви (1932, співавтори Є. Г. Вайс, П. П. Ревякін, К. Я. Рогов, В. Н. Глінка).[2]
- Проєкт планування Преображенської площі в Москві (1932).[2]
- Перший проєкт і співавторство у наступних проєктах розпланування меморіального комплексу «Пагорб Слави» (1945 і наступні роки).[5]
- Участь у проєктуванні першого повоєнного генплану Львова (спільно з Генріхом Швецьким-Вінецьким).[6]